# Now You're Gone - The Album
Now You're Gone - The Album er et studiealbum af den svenske sanger, musikproducer, sangskriver og DJ Basshunter, der udkom den 14. juli 2008 på Hard2Beat.

## Spor
| #   | Titel                                                | Længde |
| --- | ---------------------------------------------------- | ------ |
| 1.  | "Now You're Gone" (feat. DJ Mental Theo’s Bazzheadz) | 2:30   |
| 2.  | "All I Ever Wanted"                                  | 2:58   |
| 3.  | "Please Don't Go"                                    | 2:50   |
| 4.  | "I Miss You"                                         | 3:47   |
| 5.  | "Angel in the Night"                                 | 3:23   |
| 6.  | "In Her Eyes"                                        | 3:14   |
| 7.  | "Love You More"                                      | 3:52   |
| 8.  | "Camilla"                                            | 3:16   |
| 9.  | "Dream Girl"                                         | 4:28   |
| 10. | "I Can Walk on Water"                                | 3:46   |
| 11. | "Bass Creator"                                       | 5:02   |
| 12. | "Russia Privjet"                                     | 4:05   |

Bonus tracks
| #   | Titel                                 | Længde |
| --- | ------------------------------------- | ------ |
| 13. | "Boten Anna"                          | 3:29   |
| 14. | "DotA"                                | 3:22   |
| 15. | "Now You're Gone" (Fonzerelli Edit)   | 3:15   |
| 16. | "All I Ever Wanted" (Fonzerelli Edit) | 2:34   |

## Hitlister
| Hitliste (2008-2009)                | Højeste placering |
| ----------------------------------- | ----------------- |
| Storbritannien (OCC)                | 1                 |
| New Zealand (RIANZ)                 | 1                 |
| Irland (IRMA)                       | 2                 |
| European Albums                     | 6                 |
| Dance/Electronic Albums (Billboard) | 14                |
| Østrig (Ö3 Austria)                 | 17                |
| Belgien (Ultratop Vallonien)        | 31                |
| Schweiz (Schweizer Hitparade)       | 32                |
| Finland (Musiikkituottajat)         | 35                |
| Frankrig (SNEP)                     | 36                |
| Sverige (Sverigetopplistan)         | 38                |
| Polen (ZPAV)                        | 43                |
| Heatseekers Albums (Billboard)      | 45                |

| Hitliste (2008)      | Placering |
| -------------------- | --------- |
| Storbritannien (BPI) | 45        |

| Hitliste (2009)     | Placering |
| ------------------- | --------- |
| New Zealand (RIANZ) | 14        |

| Land                                                                                          | Certificering | Salg     |
| --------------------------------------------------------------------------------------------- | ------------- | -------- |
| Danmark (IFPI Danmark)                                                                        | Guld          | 10.000^  |
| Storbritannien (BPI)                                                                          | Platin        | 376.017^ |
| New Zealand (RMNZ)                                                                            | Platin        | 20.000+* |
| *Salgstal baseret på certificering alene. xUspecificerede tal baseret på certificering alene. |               |          |